# El Gallo Pelón (revista)
El gallo pelón fue un semanario humorístico publicado en Venezuela desde julio de 1953 hasta mediados de los años 1970. 

## Historia
Durante su trayectoria, se hizo notable por reunir en sus páginas a los más destacados caricaturistas y dibujantes de historietas venezolanos de la época, tales como Luis Muñoz Tébar (Lumute), Manuel Graterol (Graterolacho), entre otros.
Esta publicación fue una de las grandes impulsoras del desarrollo de la historieta venezolana en la segunda mitad del siglo XX, además de ser el primero presentado en el formato digest.
Con el paso de los años, adquirió un estilo más cercano al de la sátira política, con temáticas sobre el desarrollo de Venezuela como nación.

## Historietas
Algunas de las historietas publicadas en el semanario son:
| Años | Números | Título                                 | Guionista                | Dibujante                |
| ---- | ------- | -------------------------------------- | ------------------------ | ------------------------ |
| 1953 | 1-      | El caballo sin bolas                   | Humberto Muñoz           | Humberto Muñoz           |
| 1953 | 1-      | Bicho Bruto                            | Humberto Muñoz           | Humberto Muñoz           |
| 1953 | 1-      | Cabeza e' ñame                         | Carlos Galindo           | Carlos Galindo           |
| 1953 | 1-      | Traguito                               | Carlos Galindo           | Carlos Galindo           |
| 1953 | 1-      | Zamurito                               | gutierres Díaz Hernández | gutierres Díaz Hernández |
| 1953 | 1-      | El profesor Venezolanito               | Luis Britto García       | Luis Britto García       |
| 1953 | 1-      | Rufi Sonrisa                           | Jacobo Borges            | Jacobo Borges            |
| 1953 | 1-      | Historia Inconstitucional de Venezuela |                          |                          |